# Halophila gaudichaudii
Halophila gaudichaudii är en dybladsväxtart som beskrevs av J.Kuo. Halophila gaudichaudii ingår i släktet Halophila och familjen dybladsväxter. IUCN kategoriserar arten globalt som livskraftig. Inga underarter finns listade.